# Cirsium ferox
Cirse féroce
Espèce
Cirsium ferox, le Cirse féroce, est une espèce de plantes à fleurs de la famille des Asteraceae (syn. Compositae). C'est une plante herbacée originaire d'Espagne, de France et d'Italie.

## Description

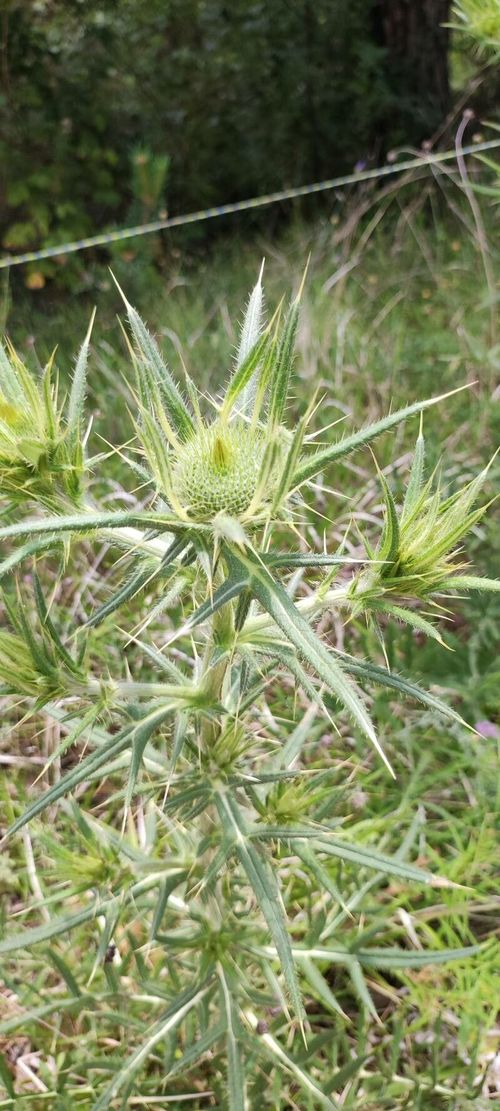
Aspect général.

### Appareil végétatif
C'est une plante bisannuelle haute de 60 cm à 1 m, dressée, rameuse, pubescente, à feuilles blanches-tomenteuses en dessous, vertes et hérissées en dessus, les radicales pennatiséquées, les caulinaires demi-embrassantes, très épineuses, pennatipartites à nervure dorsale très saillante.

### Appareil reproducteur

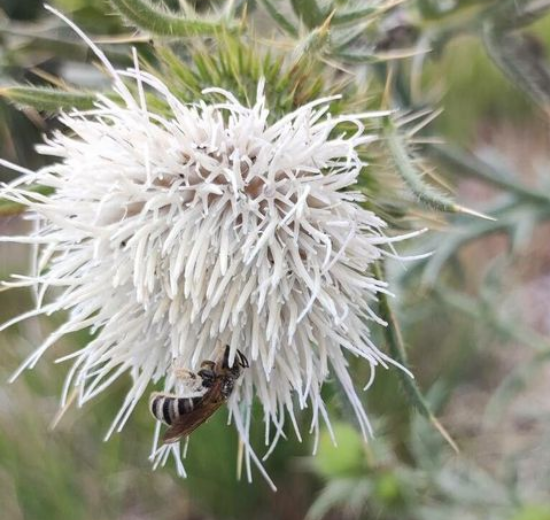
Capitule butiné par une abeille.

Les inflorescences sont de gros capitules ovoïdes, à fleurs ordinairement blanches, dépassées par les feuilles involucrales bordées de cils raides la plupart linéaires, entières. L'involucre un peu aranéeux a des folioles lancéolées-linéaires atténuées en pointe sétacée non piquante, dressée-étalée. Les fruits sont des akènes tachés de linéoles noires. La floraison a lieu en août ou septembre. Sa floraison tardive et ses fleurs blanches rendent cette espèce aisée à reconnaître.

## Habitat et répartition
C'est une espèce endémique d'Europe de l'ouest, qui ne se rencontre naturellement qu'en Espagne, en France et en Italie continentales (Corse, Sardaigne et autres îles de Méditerranée exclues). Elle pousse dans les milieux rocailleux, les pelouses arides et les bordures de chemins.

## Taxinomie
Le nom correct complet (avec auteur) de ce taxon est Cirsium ferox (L.) DC., publié en 1805 par Augustin Pyrame de Candolle. L'espèce a été décrite initialement dans le genre Cnicus par Carl von Linné en 1767, sous son basionyme Cnicus ferox. En 2022, il a été proposé de reclasser l'espèce dans le genre Lophiolepis sous le nom Lophiolepis ferox (L.) Del Guacchio, Bures, Iamonico & P. Caputo.
Ce taxon porte en français le nom normalisé de « Cirse féroce »,,, qu'il tient de ses grandes bractées très aiguës et de ses feuilles portant des épines très rigides.
Cirsium ferox a pour synonymes :
- Carduus boujarti Savi
- Carduus ferox Vill.
- Cirsium hellenicum Boiss. & Orph. ex Boiss.
- Cirsium stabianum Lacaita
- Cnicus ferox L.
- Eriolepis ferox (L.) Cass.